# Untersturmführer

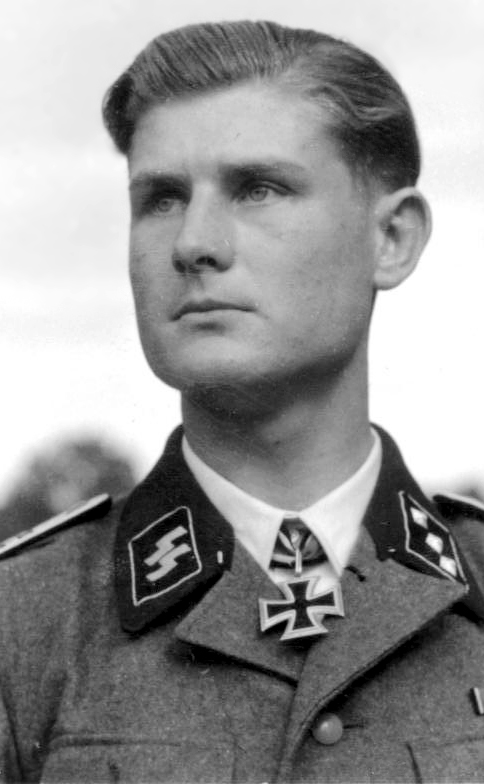
Werner Wolff (1922–1945), här iförd insignier för Untersturmführer i september 1943. Runt halsen bär han Riddarkorset av Järnkorset.

SS-Untersturmführer var en grad inom det nazityska paramilitära SS, motsvarande den lägsta officersgraden, Leutnant (svenska fänrik), inom reguljära tyska armén.

## SS-Untersturmführer i urval
- Heinz Brücher
- Kurt Franz
- Hermann Hammerle
- Walter Kutschmann
- Joachim Nehring
- Wilhelm Rebay von Ehrenwiesen
- Hanns-Martin Schleyer
- Gerhard Sommer
- Hans-Caspar Kreuger
- Bjørn Østring (1917–2012), norsk SS-officer och dömd krigsförbrytare
- Gottfried Schwarz

## Gradbeteckningar för Untersturmführer i Waffen-SS

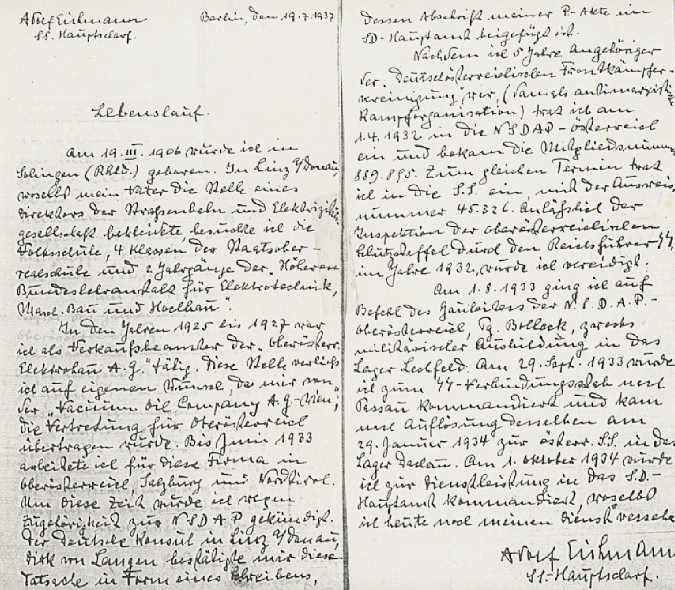
Adolf Eichmanns ansökan om befordran från Hauptscharführer till Untersturmführer.

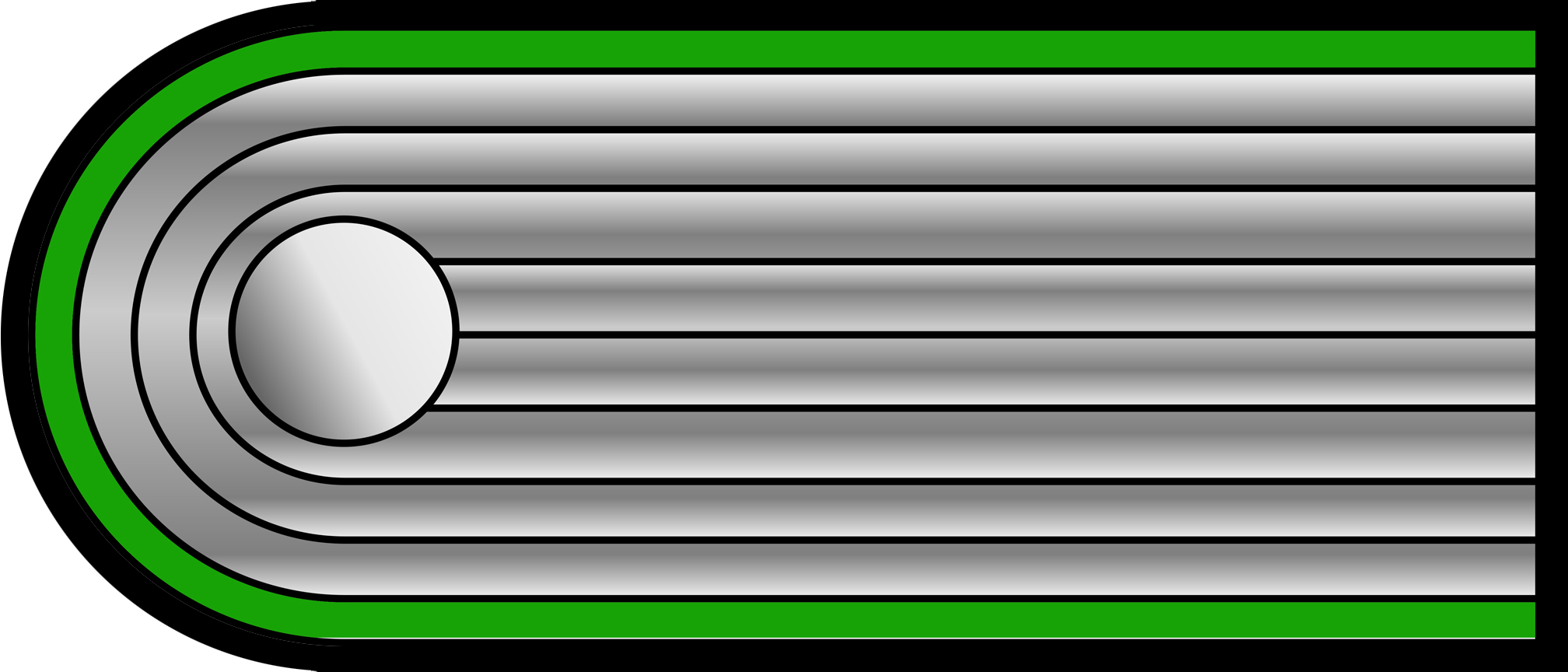
Axelklaff
Kragspeglar
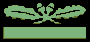
Kamouflage
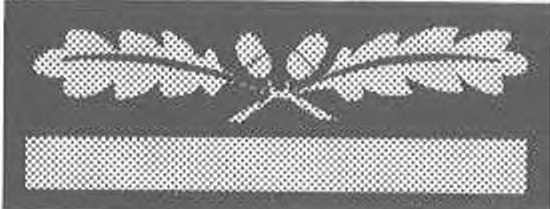
Kamouflage